# Subjectief idealisme

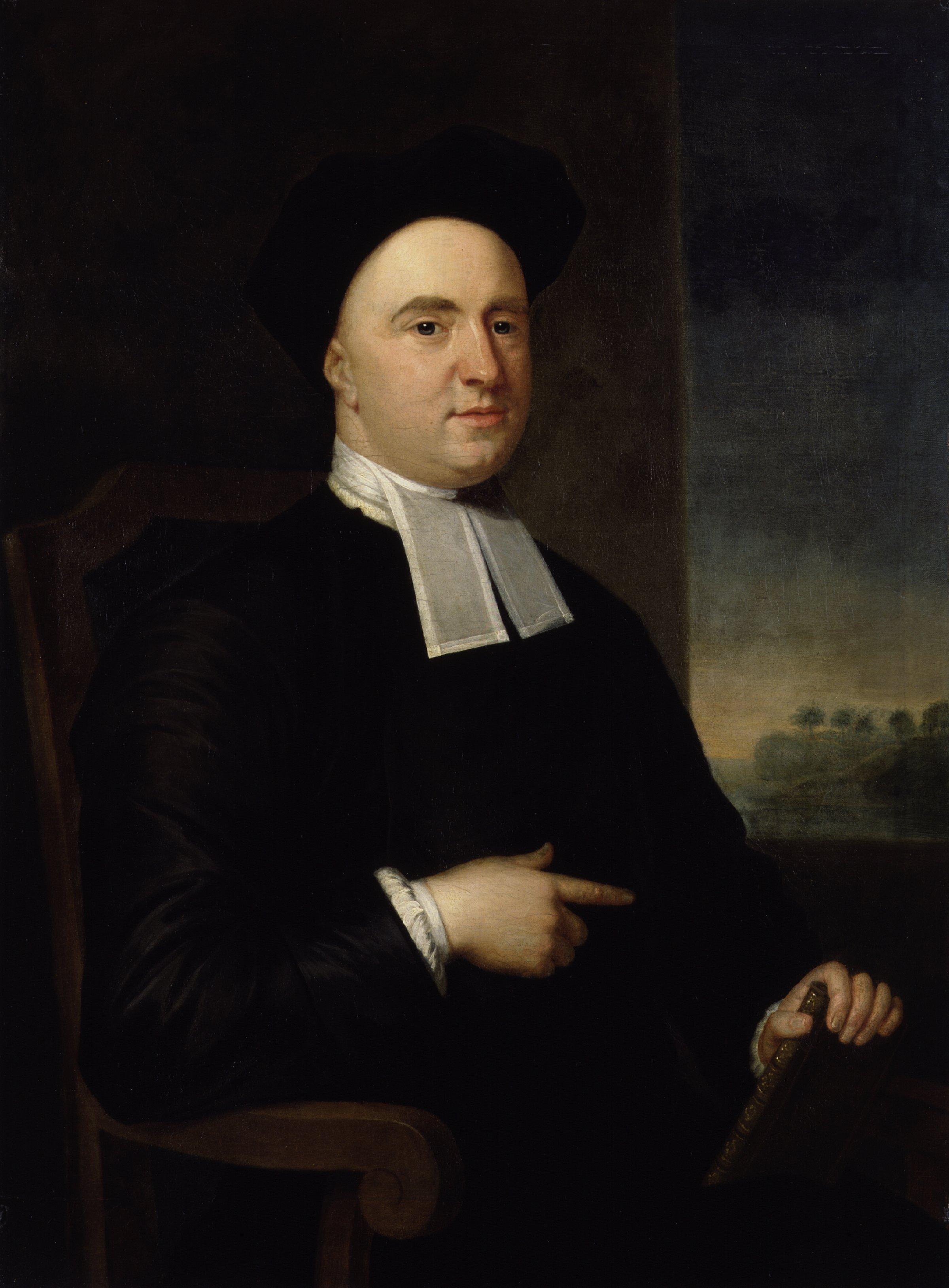
George Berkeley wordt gezien als de grondlegger van het subjectief idealisme

Het subjectief idealisme of immaterialisme is een filosofische opvatting die stelt dat waarnemingen en ideeën in de geest, met name de menselijke geest, de enige werkelijkheid vormen. Het bestaan van fysieke objecten zou volledig afhangen van hun waarneming door bewuste geesten. De buitenwereld zou niet opgebouwd zijn uit materiële stoffen die onafhankelijk van onze ervaring bestaan, maar uit ideeën en waarnemingen in onze geesten.
Een persoon ervaart materiële dingen, zoals een stoel of een boom, maar deze dingen bestaan niet onafhankelijk van de geest die ze waarneemt. Dit betekent dat de stoel of de boom er alleen zijn omdat iemand ze ziet, voelt of anderszins ervaart. Materiële dingen zouden dus slechts waarnemingen zijn in de geest van degene die ze waarneemt. De werkelijkheid van de buitenwereld hangt af van iemand die die wereld kent of waarneemt. Met andere woorden, zonder iemand die de buitenwereld ervaart of zich ervan bewust is, zou die buitenwereld niet bestaan.
In zijn extreme vormen neigt het subjectief idealisme naar het solipsisme, dat ervan uitgaat dat alleen de waarnemer zelf bestaat en niemand anders.

## Geschriften van George Berkeley
Subjectief idealisme kreeg bekendheid in Europa door de 18e-eeuwse geschriften van de Ierse filosoof George Berkeley. Hij stelde dat het idee van een werkelijkheid die onafhankelijk is van de geest niet logisch is. Op grond daarvan concludeerde hij dat de wereld moet bestaan uit de geesten van mensen en van God.
Berkeley verwoordde zijn basisprincipe als volgt: Esse est percipi ("Zijn is waargenomen worden"). Oftewel, een fysisch object bestaat omdat er een wezen is die het denkt of waarneemt in de geest.

### Kritiek op materialisme
In Berkeley's tijd, tijdens de Verlichting, waren er twee dominante opvattingen over de aard van de werkelijkheid, beide met een materialistische kijk op de wereld. De eerste was het dualisme van René Descartes en John Locke, waarin werd verondersteld dat er zowel fysieke als geestelijke substanties bestaan. De tweede was het materialistisch monisme van Thomas Hobbes, waarin werd gesteld dat er uitsluitend materiële dingen bestaan.
Berkeley beschouwde zowel het dualisme als het materialistisch monisme als een bedreiging voor het christelijke geloof. Als de wereld uit fysieke, materiële dingen zou bestaan die onafhankelijk van de geest zijn, betekent dit dat de wereld en alles daarin zonder enige vorm van geestelijke of goddelijke invloed kan bestaan en functioneren. Als de wereld niet afhankelijk is van een geest, dan is er volgens deze visie geen noodzaak voor een goddelijke aanwezigheid om de wereld te creëren of te onderhouden. Dit betekent anders gezegd dat de wereld zou kunnen blijven bestaan zonder de hulp of aanwezigheid van God. Berkeley geloofde dat God de wereld had geschapen en in stand hield en probeerde daarom de materialistische opvatting te weerleggen.